# Rafael Esparza García
Rafael Esparza García (San Sebastián, 1893-Madrid, 22 de agosto de 1936), fue un abogado y político español.

## Biografía
Abogado de profesión, durante la época de la Segunda República fue miembro de Acción Popular (AP) y de la Confederación Española de Derechas Autónomas (CEDA). Fue elegido diputado por la circunscripción de Madrid en las elecciones de 1933, y nuevamente en las elecciones de 1936. Tuvo una participación destacada durante la concentración de la CEDA celebrada en El Escorial en abril de 1934, donde abogó por la necesidad de una mayor disciplina en el seno del partido.
En julio de 1936, tras el estallido de la Guerra Civil, fue detenido y encarcelado en la Cárcel Modelo de Madrid. 
La noche del 22 al 23 de agosto fue asesinado en la cárcel Modelo por milicianos que habían ocupado la prisión.